# Spanische Badmintonmeisterschaft 2020
Die Spanische Badmintonmeisterschaft 2020 war die 39. Auflage der spanischen Titelkämpfe in dieser Sportart. Sie fand vom 27. bis zum 29. November 2020 im Polideportivo Municipal Andrés Estrada in Huelva statt.

## Die Sieger und Platzierten
| Disziplin    | Gold                       | Silber                          | Bronze                      |
| ------------ | -------------------------- | ------------------------------- | --------------------------- |
| Herreneinzel | Pablo Abián                | Enrique Peñalver                | Joan Monroy                 |
| Herreneinzel | Pablo Abián                | Enrique Peñalver                | Carlos Piris                |
| Dameneinzel  | Manuela Díaz               | Elena Lorenzo                   | Silvia Redondo              |
| Dameneinzel  | Manuela Díaz               | Elena Lorenzo                   | Laura Maria Solis           |
| Herrendoppel | Jaume Perez Javier Sánchez | Joan Monroy Carlos Piris        | Lorenzo Adell Diego Moreno  |
| Herrendoppel | Jaume Perez Javier Sánchez | Joan Monroy Carlos Piris        | Manuel Brea Alberto Zapico  |
| Damendoppel  | Laura Molina Haideé Ojeda  | Nerea Diaz Marta Molina         | Nerea Ivorra Claudia Leal   |
| Damendoppel  | Laura Molina Haideé Ojeda  | Nerea Diaz Marta Molina         | Helena Sanchez Laura Santos |
| Mixed        | Alberto Zapico Lorena Uslé | Ivan Villanueva Elena Fernandez | Javier Sánchez Manuela Díaz |
| Mixed        | Alberto Zapico Lorena Uslé | Ivan Villanueva Elena Fernandez | Victor Martin Haideé Ojeda  |